# Steven Kampfer
Steven Kampfer (* 24. September 1988 in Ann Arbor, Michigan) ist ein ehemaliger US-amerikanischer Eishockeyspieler, der im Verlauf seiner aktiven Karriere zwischen 2004 und 2025 unter anderem 234 Spiele für die Boston Bruins, Minnesota Wild, Florida Panthers und New York Rangers in der National Hockey League (NHL) auf der Position des Verteidigers bestritten hat. Darüber hinaus absolvierte Kampfer annähernd 400 weitere Partien in der American Hockey League (AHL).

## Karriere

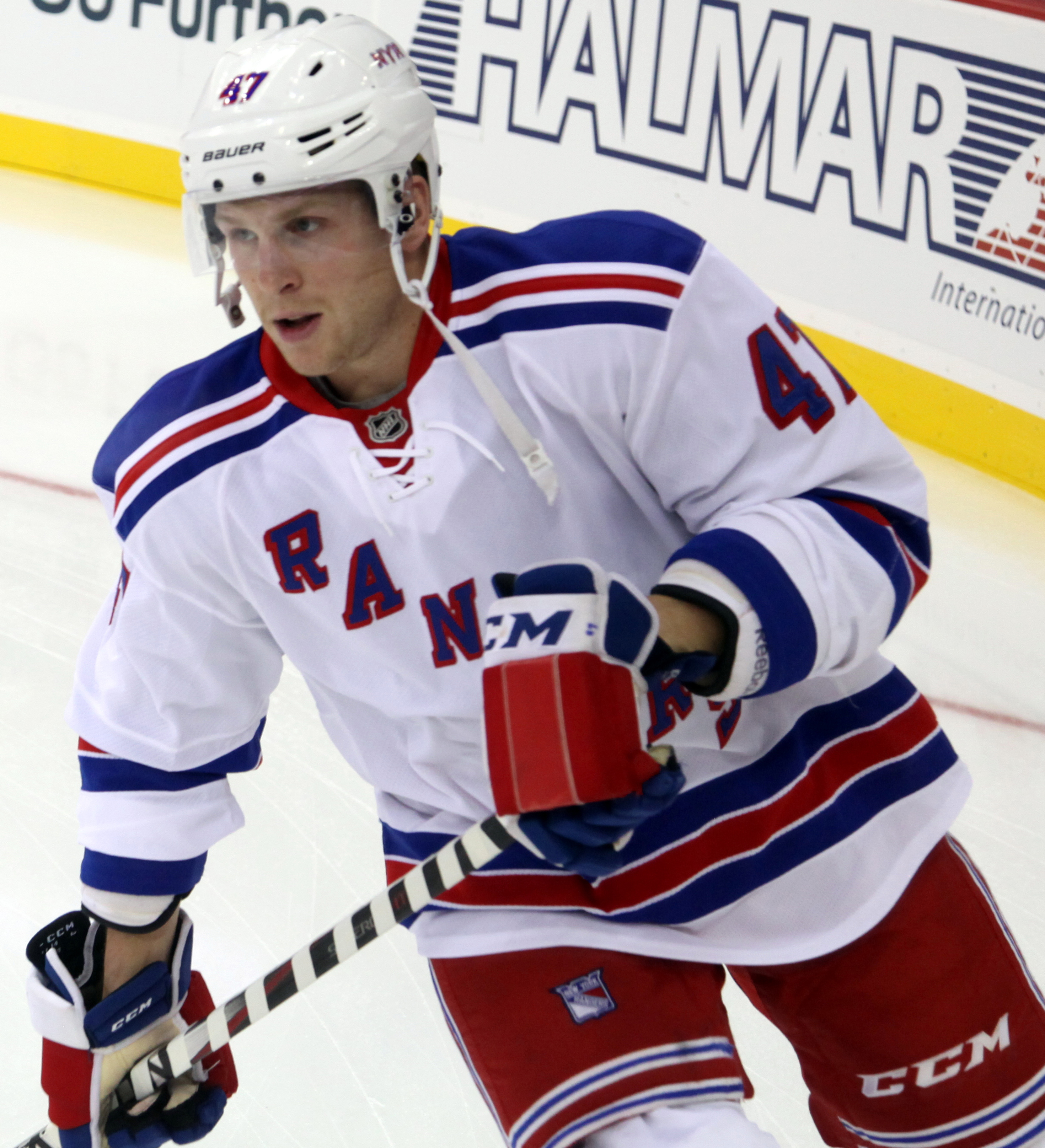
Kampfer im Trikot der New York Rangers (2014)

Kampfer begann seine Karriere als Eishockeyspieler bei den Sioux City Musketeers, für die er von 2004 bis 2006 in der Juniorenliga United States Hockey League aktiv war. Anschließend besuchte er vier Jahre lang die University of Michigan, für deren Eishockeymannschaft er parallel in der National Collegiate Athletic Association spielte. Mit seiner Universitätsmannschaft gewann er 2008 und 2010 jeweils die Meisterschaft der Central Collegiate Hockey Association. Während seiner Universitätszeit wurde er im NHL Entry Draft 2007 in der vierten Runde als insgesamt 93. Spieler von den Anaheim Ducks ausgewählt, für die er allerdings nie spielte, da diese seine Transferrechte später an die Boston Bruins abgaben. Für Bostons Farmteam Providence Bruins gab der Verteidiger gegen Ende der Saison 2009/10 sein Debüt im professionellen Eishockey, als er in sechs Spielen in der American Hockey League ein Tor erzielte und zwei Vorlagen gab.
In der Saison 2010/11 spielte der US-Amerikaner parallel für Providence in der AHL und Boston in der National Hockey League. Mit Boston gewann er den Stanley Cup, jedoch fehlten ihm auf die erforderlichen 41 Spiele drei Einsätze in der regulären Saison, um seinen Namen auf dem Pokal eingravieren zu lassen. Allerdings erhielt er von den Bruins einen Stanley-Cup-Ring und war auch auf dem offiziellen Mannschaftsfoto vertreten. Ende Februar 2012 transferierten ihn die Boston Bruins im Austausch für Greg Zanon zu den Minnesota Wild. Nach zwei Jahren verließ er die Wild und unterschrieb im Juli 2014 einen Einjahresvertrag bei den New York Rangers. Bereits im Oktober jedoch gaben ihn die Rangers samt Andrew Yogan an die Florida Panthers ab und erhielten im Gegenzug Joey Crabb. Nach etwas mehr als zwei Jahren wechselte Kampfer jedoch zurück zu den Rangers, die im Gegenzug Dylan McIlrath nach Florida schickten.
Im September 2018 wurde Kampfer samt einem Zweitrunden-Wahlrecht für den NHL Entry Draft 2019 sowie einem konditionalen Siebtrunden-Wahlrecht für den gleichen Draft an die Boston Bruins abgegeben, sodass er zu seinem ersten NHL-Team zurückkehrte. Im Gegenzug wechselte Adam McQuaid nach New York. Nach der Spielzeit 2020/21 verließ Kampfer Nordamerika nach zehn Jahren im Profibereich und schloss sich im Juli 2021 Ak Bars Kasan aus der Kontinentalen Hockey-Liga (KHL) an. Von dort gelang ihm jedoch bereits nach einem Jahr die Rückkehr in die NHL, indem er im Mai 2022 einen Einjahresvertrag bei den Detroit Red Wings unterzeichnete. Dort kam er bis März 2023 aber ausschließlich für das AHL-Farmteam Grand Rapids Griffins zum Einsatz, ehe er im März 2023 zu den Arizona Coyotes transferiert wurde, um dort den Kooperationspartner Tucson Roadrunners zu verstärken. Im Sommer 2024 wechselte der US-Amerikaner für ein Jahr zum HK Traktor Tscheljabinsk aus der KHL, mit der er das Meisterschaftsfinale um den Gagarin-Pokal erreichte. Nach dem Saisonende gab der 36-Jährige im Mai 2025 das Ende seiner aktive Karriere bekannt.

### International
Für sein Heimatland nahm Kampfer mit der Nationalmannschaft der Vereinigten Staaten an den Olympischen Winterspielen 2022 in der chinesischen Hauptstadt Peking teil, wo er mit der Mannschaft den fünften Rang belegte. In vier Turnierspielen erzielte er dabei ebenso viele Scorerpunkte, darunter ein Tor.

## Erfolge und Auszeichnungen
- 2008 Mason-Cup-Gewinn mit der University of Michigan
- 2010 Mason-Cup-Gewinn mit der University of Michigan

## Karrierestatistik

### International
Vertrat die USA bei:
- Olympischen Winterspielen 2022

(Legende zur Spielerstatistik: Sp oder GP = absolvierte Spiele; T oder G = erzielte Tore; V oder A = erzielte Assists; Pkt oder Pts = erzielte Scorerpunkte; SM oder PIM = erhaltene Strafminuten; +/− = Plus/Minus-Bilanz; PP = erzielte Überzahltore; SH = erzielte Unterzahltore; GW = erzielte Siegtore; 1 Play-downs/Relegation; Kursiv: Statistik nicht vollständig)